# Santo Antônio do Tauá
Santo Antônio do Tauá is een gemeente in de Braziliaanse deelstaat Pará. De gemeente telt 26.855 inwoners (schatting 2009).
De gemeente grenst aan Santa Isabel do Pará, Vigia de Nazaré, Santa Bárbara do Pará, Castanhal en Terra Alta.